# Lingua more
La lingua more o mossi (nome nativo mòoré) è una lingua niger-kordofaniana parlata dai mossi. È diffusa principalmente nel Burkina Faso, dove si contano circa 5 milioni di parlanti. È parlata anche da circa 50.000 persone in Benin, Costa d'Avorio, Ghana, Mali e Togo.
I dialetti della lingua more sono: saremdé, taolendé, yaadré, ouagadougou, yaande, zaore e yana.

## Ortografia
In Burkina Faso, l'alfabeto Mòoré usa le lettere specificate nell'alfabeto nazionale Burkinabé.
| Burkinabé Mossi alfabeto | Burkinabé Mossi alfabeto | Burkinabé Mossi alfabeto | Burkinabé Mossi alfabeto | Burkinabé Mossi alfabeto | Burkinabé Mossi alfabeto | Burkinabé Mossi alfabeto | Burkinabé Mossi alfabeto | Burkinabé Mossi alfabeto | Burkinabé Mossi alfabeto | Burkinabé Mossi alfabeto | Burkinabé Mossi alfabeto | Burkinabé Mossi alfabeto | Burkinabé Mossi alfabeto | Burkinabé Mossi alfabeto | Burkinabé Mossi alfabeto | Burkinabé Mossi alfabeto | Burkinabé Mossi alfabeto | Burkinabé Mossi alfabeto | Burkinabé Mossi alfabeto | Burkinabé Mossi alfabeto | Burkinabé Mossi alfabeto | Burkinabé Mossi alfabeto | Burkinabé Mossi alfabeto | Burkinabé Mossi alfabeto | Burkinabé Mossi alfabeto | Burkinabé Mossi alfabeto |
| ------------------------ | ------------------------ | ------------------------ | ------------------------ | ------------------------ | ------------------------ | ------------------------ | ------------------------ | ------------------------ | ------------------------ | ------------------------ | ------------------------ | ------------------------ | ------------------------ | ------------------------ | ------------------------ | ------------------------ | ------------------------ | ------------------------ | ------------------------ | ------------------------ | ------------------------ | ------------------------ | ------------------------ | ------------------------ | ------------------------ | ------------------------ |
| A                        | ʼ                        | B                        | D                        | E                        | Ɛ                        | F                        | G                        | H                        | I                        | Ɩ                        | K                        | L                        | M                        | N                        | O                        | Ɔ                        | P                        | R                        | S                        | T                        | U                        | Ʋ                        | V                        | W                        | Y                        | Z                        |
| a                        | ʼ                        | b                        | d                        | e                        | ɛ                        | f                        | g                        | h                        | i                        | ɩ                        | k                        | l                        | m                        | n                        | o                        | ɔ                        | p                        | r                        | s                        | t                        | u                        | ʋ                        | v                        | w                        | y                        | z                        |
| IPA                      |                          |                          |                          |                          |                          |                          |                          |                          |                          |                          |                          |                          |                          |                          |                          |                          |                          |                          |                          |                          |                          |                          |                          |                          |                          |                          |
| a                        | ʔ                        | b                        | d                        | e                        | ɛ                        | f                        | g                        | h                        | i                        | ɪ                        | k                        | l                        | m                        | n                        | o                        | ɔ                        | p                        | r                        | s                        | t                        | u                        | ʊ                        | v                        | w                        | j                        | z                        |